# Vuurlibellen
De vuurlibellen (Crocothemis) vormen een geslacht van echte libellen (Anisoptera) uit de familie van de korenbouten (Libellulidae).

## Soorten
Crocothemis omvat 10 soorten:
- Crocothemis brevistigma Pinhey, 1961
- Crocothemis chaldaeorum Morton, 1920
- Crocothemis crocea Navás, 1918 species dubia
- Crocothemis divisa Karsch, 1898
- Crocothemis erythraea (Brullé, 1832) – Vuurlibel
- Crocothemis nigrifrons (Kirby, 1894)
- Crocothemis sanguinolenta (Burmeister, 1839)
- Crocothemis saxicolor Ris, 1921
- Crocothemis servilia (Drury, 1773) – Oostelijke vuurlibel
- Crocothemis striata Lohmann, 1981